# Дорфпроцельтен
Дорфпроцельтен (нім. Dorfprozelten) — громада в Німеччині, розташована в землі Баварія. Підпорядковується адміністративному округу Нижня Франконія. Входить до складу району Мільтенберг.
Площа — 10,39 км2. Населення становить 1744 ос. (станом на 31 грудня 2020).